# Tiquilia greggii
Tiquilia greggii là loài thực vật có hoa trong họ Mồ hôi. Loài này được (Torr.) A.T. Richardson miêu tả khoa học đầu tiên năm 1976.